# Tu seras terriblement gentille
Pour plus de détails, voir Fiche technique et Distribution.
 Tu seras terriblement gentille est un film français réalisé par Dirk Sanders et sorti en 1968.

## Fiche technique
- Titre : Tu seras terriblement gentille
- Réalisation : Dirk Sanders, assisté de Pierre Lambert
- Scénario : Dirk Sanders, Paul Soreze
- Dialogue : Dirk Sanders, Paul Soreze
- Photographie : Roger Duculot
- Montage : Philippe Murcier
- Son : Pierre Davanture
- Musique : Jacques Loussier
- Sociétés de production : Les Films Modernes, Euro-Images
- Producteur : Louis Duchesne
- Genre : Comédie de mœurs
- Durée : 95 minutes
- Date de sortie : 
  - France - 19 juin 1968

## Distribution
- Frédéric de Pasquale : Patrice Verly
- Karen Blanguernon : Clara Verly
- Leslie Bedos : Julie Verly
- Jean Moussy : Roger
- Victor Lanoux : René
- René Goliard : Charles
- Madeleine Lambert
- Jean-Paul Moulinot
- Tony Kina
- Tessa Sanders